# فهرست جایزه‌ها و نامزدی‌های امیلیا کلارک
امیلیا کلارک بازیگری انگلیسی است. نخستین نقش تلویزیونی رسمی کلارک به عنوان یک بیت پارت در مجموعه تلویزیونی پزشک‌ها از شبکهٔ بی‌بی‌سی وان در سال ۲۰۰۹ بود. او در فیلم تلویزیونی حمله تریاسی (۲۰۱۰)‌ حضور داشت و از سوی مجلۀ سینمایی اسکرین اینترنشنال به عنوان ستاره فردا نامیده شد. او سال ۲۰۱۰ در نقش دنریس تارگرین در مجموعه تلویزیونی بازی تاج‌وتخت از شبکهٔ اچ‌بی‌او بازی کرد و برای این نقش سه بار نامزد دریافت جایزه امی ساعات پربیننده برای بهترین بازیگر نقش مکمل زن در مجموعه تلویزیونی درام (۲۰۱۳، ۲۰۱۵ و ۲۰۱۶) شد و برای فصل پایانی نیز در سال ۲۰۱۹ نامزد دریافت جایزه امی ساعات پربیننده برای بهترین بازیگر نقش اول زن در مجموعه تلویزیونی درام شد. کلارک جایزه ساترن برای بهترین بازیگر زن در تلویزیون را در سال ۲۰۱۹ کسب کرد. او در کنار دیگر گروه بازیگران بازی تاج‌وتخت جایزه قهرمان امپایر را نیز در سال ۲۰۱۵ کسب کردند و برای جایزه انجمن بازیگران فیلم برای بهترین اجرای گروه بازیگران در مجموعه درام هفت بار نامزد شدند (۲۰۱۲، ۲۰۱۴–۲۰۱۸ و ۲۰۲۰).
کلارک نقش سارا کانر را در فیلم اکشن علمی-تخیلی نابودگر: جنسیس (۲۰۱۵) بازی کرد که برایش جایزه برگزیده نوجوانان را کسب کرد. او در سال ۲۰۱۶ در کنار سم کلفلین در فیلم عاشقانه و درام من پیش از تو بازی کرد که برای آن نامزد جایزه سینمایی و تلویزیونی ام‌تی‌وی و جایزه برگزیده نوجوانان شد. برای بازی در نقش کیرا در فیلم سولو: داستانی از جنگ ستارگان (۲۰۱۸) نامزد جایزه جایزه برگزیده کودکان نیکلودین در سال ۲۰۱۹ شد. در سال ۲۰۱۹، مجله تایم کلارک را یکی از صد شخص تأثیرگذار در جهان در رده «هنرمندان» معرفی کرد. او همچنین جایزه بریتانیا برای هنرمند سال در ۲۰۱۸ را کسب کرد. کلارک برای فعالیت خیرخواهانهٔ خود ستوده شده‌است. در سال ۲۰۱۹، او جایزه جایزه شرتی را برای بهترین ویدئوی کمدی که برای آگاهی عموم دربارهٔ خیریه سیم‌یو و کالج سلطنتی پرستاری ساخته بود را کسب کرد.

## جایزه‌ها و نامزدی‌ها
| جایزه                               | سال  | رده                                                          | کار                                                                                    | نتیجه            | منبع   |
| ----------------------------------- | ---- | ------------------------------------------------------------ | -------------------------------------------------------------------------------------- | ---------------- | ------ |
| جوایز بریک‌تودو                      | ۲۰۱۸ | بازیگر جهانی                                                 | سولو: داستانی از جنگ ستارگان                                                           | نامزدشده         | [ ۳ ]  |
| جوایز بریتانیا                      | ۲۰۱۸ | بازیگر بریتانیایی سال                                        | امیلیا کلارک                                                                           | برنده            | [ ۴ ]  |
| جایزه تلویزیونی به انتخاب منتقدان   | ۲۰۱۳ | بهترین بازیگر زن پشتیبان در مجموعه تلویزیونی درام            | بازی تاج‌وتخت                                                                           | نامزدشده         | [ ۵ ]  |
| جایزه تلویزیونی به انتخاب منتقدان   | ۲۰۱۶ | بهترین بازیگر زن پشتیبان در مجموعه تلویزیونی درام            | بازی تاج‌وتخت                                                                           | نامزدشده         | [ ۶ ]  |
| جایزه تلویزیونی به انتخاب منتقدان   | ۲۰۱۸ | بهترین بازیگر زن پشتیبان در مجموعه تلویزیونی درام            | بازی تاج‌وتخت                                                                           | نامزدشده         | [ ۷ ]  |
| جوایز امپایر                        | ۲۰۱۵ | جایزه قهرمان امپایر                                          | بازی تاج‌وتخت                                                                           | برنده            | [ ۸ ]  |
| جوایز پاپی                          | ۲۰۱۱ | بهترین بازیگر زن پشتیبان - درام                              | بازی تاج‌وتخت                                                                           | برنده            | [ ۹ ]  |
| جوایز پوره طلایی                    | ۲۰۱۲ | بازیگر زن برجسته در مجموعه تلویزیونی درام                    | بازی تاج‌وتخت                                                                           | نامزدشده         | [ ۱۰ ] |
| جوایز گریسی                         | ۲۰۱۲ | بازیگر زن برجسته در حال رشد در مجموعه تلویزیونی درام یا ویژه | بازی تاج‌وتخت                                                                           | برنده            | [ ۱۱ ] |
| بهترین جوایز آی‌جی‌ان                 | ۲۰۱۱ | بهترین بازیگر زن تلویزیونی                                   | بازی تاج‌وتخت                                                                           | نامزدشده         | [ ۱۲ ] |
| جایزه آی‌جی‌ان انتخاب مردم            | ۲۰۱۱ | بهترین بازیگر زن تلویزیون                                    | بازی تاج‌وتخت                                                                           | نامزدشده         | [ ۱۲ ] |
| جایزه جوپیتر                        | ۲۰۱۶ | بهتر بازیگر زن جهانی                                         | نابودگر: جنسیس                                                                         | نامزدشده         | [ ۱۳ ] |
| جوایز برگزیده کودکان نیکلودین       | ۲۰۱۹ | قمه‌زن مورد علاقه                                             | سولو: داستانی از جنگ ستارگان                                                           | نامزدشده         | [ ۱۴ ] |
| جایزه سینمایی و تلویزیونی ام‌تی‌وی    | ۲۰۱۷ | بهترین اجرای تلویزیونی                                       | بازی تاج‌وتخت                                                                           | نامزدشده         | [ ۱۵ ] |
| جایزه سینمایی و تلویزیونی ام‌تی‌وی    | ۲۰۱۷ | اشک‌آور                                                       | من پیش از تو                                                                           | نامزدشده         | [ ۱۵ ] |
| جایزه سینمایی و تلویزیونی ام‌تی‌وی    | ۲۰۱۸ | بهترین قهرمان                                                | بازی تاج‌وتخت                                                                           | نامزدشده         | [ ۱۶ ] |
| جایزه سینمایی و تلویزیونی ام‌تی‌وی    | ۲۰۱۹ | بهترین اجرای تلویزیونی                                       | بازی تاج‌وتخت                                                                           | نامزدشده         | [ ۱۷ ] |
| جوایز برگزیده مردم                  | ۲۰۱۴ | بازیگر زن مورد علاقه در علمی-تخیلی/فانتزی                    | بازی تاج‌وتخت                                                                           | نامزدشده         | [ ۱۸ ] |
| جوایز برگزیده مردم                  | ۲۰۱۶ | بازیگر زن مورد علاقه در علمی-تخیلی/فانتزی                    | بازی تاج‌وتخت                                                                           | نامزدشده         | [ ۱۹ ] |
| جوایز برگزیده مردم                  | ۲۰۱۷ | بازیگر زن مورد علاقه در علمی-تخیلی/فانتزی                    | بازی تاج‌وتخت                                                                           | نامزدشده         | [ ۲۰ ] |
| جوایز امی ساعات پربیننده            | ۲۰۱۳ | بهترین بازیگر نقش مکمل زن در مجموعه تلویزیونی درام           | بازی تاج‌وتخت                                                                           | نامزدشده         | [ ۲۱ ] |
| جوایز امی ساعات پربیننده            | ۲۰۱۵ | بهترین بازیگر نقش مکمل زن در مجموعه تلویزیونی درام           | بازی تاج‌وتخت                                                                           | نامزدشده         | [ ۲۱ ] |
| جوایز امی ساعات پربیننده            | ۲۰۱۶ | بهترین بازیگر نقش مکمل زن در مجموعه تلویزیونی درام           | بازی تاج‌وتخت                                                                           | نامزدشده         | [ ۲۱ ] |
| جوایز امی ساعات پربیننده            | ۲۰۱۹ | بهترین بازیگر نقش اول زن در مجموعه تلویزیونی درام            | بازی تاج‌وتخت                                                                           | نامزدشده         | [ ۲۱ ] |
| جایزه ستلایت                        | ۲۰۱۳ | بازیگر زن مکمل – سریال، مینی‌سریال یا فیلم تلویزیونی          | بازی تاج‌وتخت                                                                           | نامزدشده         | [ ۲۲ ] |
| جایزه ساترن                         | ۲۰۱۵ | بهترین بازیگر زن پشتیبان در تلویزیون                         | بازی تاج‌وتخت                                                                           | نامزدشده         | [ ۲۳ ] |
| جایزه ساترن                         | ۲۰۱۹ | بهترین بازیگر زن در تلویزیون                                 | بازی تاج‌وتخت                                                                           | برنده            | [ ۲۴ ] |
| جایزه اسکریم                        | ۲۰۱۱ | جایزه اسکریم برای نقش‌آفرینی شکستنی – زن                      | بازی تاج‌وتخت                                                                           | برنده            | [ ۲۵ ] |
| جایزه اسکریم                        | ۲۰۱۱ | جایزه اسکریم برای بهترین گروه بازیگری                        | بازی تاج‌وتخت                                                                           | نامزدشده         | [ ۲۵ ] |
| جوایز انجمن بازیگران فیلم           | ۲۰۱۲ | بهترین اجرای گروه بازیگران در مجموعه درام                    | بازی تاج‌وتخت                                                                           | نامزدشده         | [ ۲۶ ] |
| جوایز انجمن بازیگران فیلم           | ۲۰۱۴ | بهترین اجرای گروه بازیگران در مجموعه درام                    | بازی تاج‌وتخت                                                                           | نامزدشده         | [ ۲۷ ] |
| جوایز انجمن بازیگران فیلم           | ۲۰۱۵ | بهترین اجرای گروه بازیگران در مجموعه درام                    | بازی تاج‌وتخت                                                                           | نامزدشده         | [ ۲۸ ] |
| جوایز انجمن بازیگران فیلم           | ۲۰۱۶ | بهترین اجرای گروه بازیگران در مجموعه درام                    | بازی تاج‌وتخت                                                                           | نامزدشده         | [ ۲۹ ] |
| جوایز انجمن بازیگران فیلم           | ۲۰۱۷ | بهترین اجرای گروه بازیگران در مجموعه درام                    | بازی تاج‌وتخت                                                                           | نامزدشده         | [ ۳۰ ] |
| جوایز انجمن بازیگران فیلم           | ۲۰۱۸ | بهترین اجرای گروه بازیگران در مجموعه درام                    | بازی تاج‌وتخت                                                                           | نامزدشده         | [ ۳۱ ] |
| جوایز انجمن بازیگران فیلم           | ۲۰۲۰ | بهترین اجرای گروه بازیگران در مجموعه درام                    | بازی تاج‌وتخت                                                                           | نامزدشده         | [ ۳۲ ] |
| ستارگان فردای اسکرین اینترنشنال     | ۲۰۱۰ | ستاره فردای بریتانیا                                         | حمله تریاسی                                                                            | برنده            | [ ۳۳ ] |
| جوایز اس‌اف‌ایکس                      | ۲۰۱۳ | بهترین بازیگر زن                                             | بازی تاج‌وتخت                                                                           | برنده            | [ ۳۴ ] |
| جوایز شرتی                          | ۲۰۱۸ | اینفلوئنسر و همکاری‌های سلبریتی                               | امیلیا کلارک شما را به پشت‌صحنه بازی تاج‌وتخت برای پشتیبانی از کالج سلطنتی پرستاری می‌برد | Gold Distinction | [ ۳۵ ] |
| جوایز شرتی                          | ۲۰۱۸ | ویدئوی کمدی                                                  | امیلیا کلارک شما را به پشت‌صحنه بازی تاج‌وتخت برای پشتیبانی از کالج سلطنتی پرستاری می‌برد | فینالیست         | [ ۳۵ ] |
| جوایز شرتی                          | ۲۰۱۹ | ویدئوی کمدی                                                  | امیلیا کلارک و اوماز                                                                   | برنده            | [ ۳۶ ] |
| جوایز برگزیده نوجوانان              | ۲۰۱۵ | ستاره فیلم تابستان: زن                                       | نابودگر: جنسیس                                                                         | نامزدشده         | [ ۳۷ ] |
| جوایز برگزیده نوجوانان              | ۲۰۱۶ | قفل لب انتخابی فیلم                                          | من پیش از تو                                                                           | نامزدشده         | [ ۳۸ ] |
| جوایز برگزیده نوجوانان              | ۲۰۱۸ | بازیگر زن انتخابی فیلم تابستان                               | سولو: داستانی از جنگ ستارگان                                                           | نامزدشده         | [ ۳۹ ] |
| فهرست صد شخص تأثیرگذار در جهان تایم | ۲۰۱۹ | هنرمند                                                       | امیلیا کلارک                                                                           | برنده            | [ ۴۰ ] |
| جوایز جوان هالیوود                  | ۲۰۱۴ | بازیگر مورد علاقه هوادارن – زن                               | بازی تاج‌وتخت                                                                           | نامزدشده         | [ ۴۱ ] |